# Gorgasia inferomaculata
Gorgasia inferomaculata är en fiskart som först beskrevs av Blache, 1977.  Gorgasia inferomaculata ingår i släktet Gorgasia och familjen havsålar. Inga underarter finns listade i Catalogue of Life.